# ユニコムグループホールディングス
ユニコムグループホールディングス株式会社は、東京都中央区に本社を置く、日産証券グループの代表取締役の二家英彰の一族の資産管理会社。

## 沿革
- 1958年9月18日 - 山栄物産株式会社設立。
- 1958年11月 - 東京穀物商品取引所に加入
- 1958年12月 - 東京砂糖取引所に加入
- 1959年2月 - 東京繊維商品取引所（現・東京商品取引所）に加入。東京ゴム取引所（現・東京商品取引所）に加入。
- 1961年1月 - 横浜生絲取引所に加入
- 1971年1月 - 農林水産大臣及び通商産業大臣より商品取引員としての許可を受ける
- 1972年3月 - 前橋乾繭取引所に加入
- 1979年8月 - 商号をユニオン貿易株式会社に変更。
- 1982年2月 - 東京金取引所（現・東京商品取引所）に加入
- 1985年5月 - 名古屋穀物砂糖取引所に加入
- 1986年11月 - 三井物産「ロンドン渡し貴金属地金取引」指定代理店となる
- 1988年4月 - 大阪繊維取引所に加入
- 1989年5月 - FIA（全米先物取引業協会）の国際会員の資格取得
- 1990年12月 - 商品ファンドの販売開始
- 1991年2月 - 関門商品取引所（現・大阪堂島商品取引所）に加入
- 1992年2月 - 大阪穀物取引所（現・大阪堂島商品取引所）に加入
- 1993年2月 - 名古屋繊維取引所に加入
- 1995年10月 - 商号を日本ユニコム株式会社に変更。
- 1996年10月1日 - ジャスダック（旧・ジャスダック）に店頭登録。
- 2006年10月1日 - 商号をユニコムグループホールディングス株式会社に変更し、持株会社制へ移行。傘下に日本ユニコムや日産証券。
- 2007年2月 - ユニコム・インベストメント株式会社を吸収合併。
- 2011年5月 - マネジメント・バイアウトにより、上場廃止。株式会社JFK（会長および社長出資の会社）の完全子会社となる。
- 2016年2月 - 日産証券へ日本ユニコムの商品先物取引業務を承継。
- 2020年9月 - 日本ユニコムが清算結了。
- 2020年10月 - 岡藤ホールディングスと日産証券との経営統合により、岡藤日産証券ホールディングス（現・日産証券グループ）の株式70.29％を取得。[1]
- 2024年2月 - 吸収分割により保有する日産証券グループの全株式を株式会社NSHDに承継。

## 関連会社
- 日産証券グループ株式会社
- ゴールデンバーグ・ヘイマイヤー・ユニコム・ジャパン株式会社（Goldenberg,Hehmeyer Trading Company,Limited.との折半出資の持株会社）
  - GHUトレーディング株式会社（プロップ取引）
  - GHUT(HONG KONG)LIMITED